# Rakitovo
Pour les articles homonymes, voir Rakitovo (homonymie).
Rakitovo est une ville du sud-ouest de la Bulgarie, de 9 000 habitants, proche du lac de Batak et de la ville de Velingrad. Elle est située en plein cœur des Rhodopes, à une altitude de 900 m.
Rakitovo, qui dépend de l'oblast de Pazardjik, constitue l'agglomération principale de l'obchtina de Rakitovo, au sein de laquelle elle cohabite avec un village et une autre ville.

## Jumelage
- Svetlograd (Russie)